# Kota Kinabalu
Kota Kinabalu, tidligere Jesselton, er hovedstad i Sabah, en af delstaterne i Malaysia, ligesom den er hovedstad for Sabah's West Coast Division. Kota Kinabalu ligger på nordvestkysten af øen Borneo ud mod Det Sydkinesiske Hav og Tunku Abdul Rahman Parken (med bl.a. den idylliske Gaya Island) på den ene side, og med bjerget Mount Kinabalu i Kinabalu Nationalpark i baggrunden på den anden side, strækker Kota Kinabalu sig langs flere kilometer kyststrækning samt stadig længere ind i landet. Med en anslået befolkning på 532.129 i selve byområdet og omkring 700.000 inkl. oplandet er Kot Kinabalu den største by i Sabah og den sjettestørste by i Malaysia.
Kota Kinabalu – der ofte blot betegnes som KK – er kendt nationalt og internationalt som et turistmæssigt gateway samt som en af de mest betydningsfulde adgangsveje for turister, der vil dybere ind i Sabah og Borneo. Kinabalu National Park ligger blot 90 km og 2 timers kørsel fra byen, ligesom der er mange turistmæssige seværdigheder i selve byen. Kota Kinabalu er – sammen med Kuching i Sarawak – samtidig ved at vokse til et stadig mere betydningsfuldt center for kommercielle og industrielle aktiviteter i Øst-Malaysia, hvad der er med til at gøre byen til en af de hurtigst voksende byer i Malaysia.